# Alfred Percy Sinnett

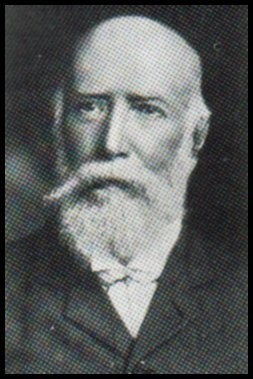
Alfred Percy Sinnett

Alfred Percy Sinnett (Londen, 18 januari 1840 - 26 juni 1921) was een Brits auteur en theosoof.

## Levensloop
Sinnett was vijf jaar toen zijn vader stierf. Zijn moeder schreef artikels voor kranten. Sinnett had een broer en drie zussen. Hij volgde onderricht aan de Universiteit van Londen. In 1865 vertrok hij naar Hongkong en werd journalist voor de Hongkong Daily Press. Toen hij in 1870 terugkeerde naar Londen, werkte hij als redacteur voor de krant Evening Standard en schreef artikels voor de Daily Telegraph. Datzelfde jaar huwde hij Patience Edensor.
In 1872 verhuisde het gezin naar Allahabad (India), waar hij werkte voor The Pioneer, een invloedrijke krant. In 1875 keerde Sinnett voor drie maanden naar Londen terug. Hij kwam toen in contact met het spiritisme, wat hem fascineerde. In 1877 las hij het boek Isis Ontsluierd, geschreven door Helena Petrovna Blavatsky. Toen in februari 1879 Blavatsky en Kolonel Henry Steel Olcott in Bombay arriveerden, schreef Sinnett een brief waarin hij de twee theosofen uitnodigde in zijn woning in Simla. Pas eind 1879 gaven Blavatsky en Kolonel Olcott gevolg aan Sinnetts uitnodiging. Uit deze ontmoeting groeide een vriendschap. Nog voor het jaar voorbij was, werden Sinnett en zijn vrouw lid van de Theosophical Society.
De jaren die volgden, schreef Sinnett een serie artikelen over theosofie, wat een enorme verspreiding van deze leer tot gevolg had in India. In 1882 verliet Sinnett The Pioneer en startte een eigen krant, The Phoenix, geheel gewijd aan theosofie. In het voorjaar van 1883 keerde Sinnett, met zijn familie, naar Londen terug. Hij werd lid van de London Lodge, waar hij heel snel een belangrijke positie innam. In hetzelfde jaar werd Leadbeater lid en hij vertrok in 1884 naar India, toen Blavatsky juist naar Engeland terugkeerde.
In 1889 richtte Sinnett een verzoek aan Charles Webster Leadbeater, die naar Sri Lanka was gereisd. Hij vroeg Leadbeater, die onder Meester K.H. een grote ontwikkeling in zijn psychische vermogens zou hebben gemaakt, om naar Engeland terug te keren en het onderricht van zijn zoon Percy op zich te willen nemen. Leadbeater aanvaardde deze opdracht, keerde met zijn leerling Curuppumullage Jinarajadasa naar Londen terug en werd huisonderwijzer van de zoon van Sinnett en George Arundale. Jinarajadasa verdedigde zijn leraar Leadbeater toen in 1906 diens eerste schandaal de kop opstak en werd door Kolonel Olcott ook de T.S. uitgezet. Olcott overleed in 1907 en Annie Besant volgde hem op. Zij werd net als Sinnett  sterk beïnvloed door Leadbeater en bracht hem en zijn leerling terug binnen de T.S. Jinarajadasa volgde later Sinnett op als vice-president van de Adyar Theosophical Society.
Tussen 1880 en 1885 ontvingen Sinnett en zijn vrouw Patience brieven van de Mahatma's (Meesters van Wijsheid). Deze brieven werd gepubliceerd onder de naam de Mahatmabrieven. Ze vormen een reeks leringen van de oude Tibetaanse meesters Morya en Koot Humi. De boeken van Sinnett The Occult World en Esoteric Bouddhism zijn gebaseerd op deze brieven. De Mahatmabrieven werden zorgvuldig in grote banden ingebonden en bevinden zich momenteel in de British Library. Na 1885 probeerde Sinnett op andere wijzen in contact te komen met de Meesters, waaronder middels 'intermediair' C. W. Leadbeater. Van 1904 tot 1907 was Sinnett uitgever van de Broad Views, het theosofisch tijdschrift van de London Lodge. Sinnett was tevens lid van de Hermetic Order of the Golden Dawn en lid van de Société magnétique de France.

## Werken
- The Occult World – 1881
- Esoteric Bouddhism - 1883
- The rationale of mesmerism - 1892
- Married by degrees; A play in 3 acts - 1911
- In the next world: Actual narratives of personal experiences by some who have passed on - Theosophical Publishing Society - 1914
- The spiritual Powers and the War - 1915
- Unseen Aspects of the War; Two articles by A. P. Sinnett - 1916
- Early Days of Theosophy in Europe - 1922, postuum uitgegeven